# كلارك روبيرتسون
كلارك روبيرتسون (بالإنجليزية: Clark Robertson)‏ (5 سبتمبر 1993 بأبردين في المملكة المتحدة - ) هو مدرب كرة قدم ولاعب كرة قدم بريطاني في مركز الدفاع. شارك مع منتخب اسكتلندا تحت 19 سنة لكرة القدم ومنتخب اسكتلندا تحت 21 سنة لكرة القدم. أما مع النوادي، فقد لعب مع نادي أبردين ونادي بلاكبول.

## وصلات خارجية
- كلارك روبيرتسون على موقع الاتحاد الأوربي (الإنجليزية)
- كلارك روبيرتسون على موقع قاعدة بيانات كرة القدم.إي يو (الإنجليزية)
- كلارك روبيرتسون على موقع Soccerbase.com (لاعب) (الإنجليزية)
- كلارك روبيرتسون على موقع Soccerway.com (الإنجليزية)
- كلارك روبيرتسون على موقع عالم كرة القدم.نت (الإنجليزية)